# San Rafael del Yuma (ort)
San Rafael del Yuma är en ort i Dominikanska republiken.   Den ligger i provinsen La Altagracia, i den östra delen av landet, 140 km öster om huvudstaden Santo Domingo. San Rafael del Yuma ligger 49 meter över havet och antalet invånare är 5 285.
Terrängen runt San Rafael del Yuma är platt. Runt San Rafael del Yuma är det ganska tätbefolkat, med 72 invånare per kvadratkilometer. San Rafael del Yuma är det största samhället i trakten. I omgivningarna runt San Rafael del Yuma växer huvudsakligen savannskog.